# Jeszcze tylko chwila
Jeszcze tylko chwila – drugi album Kapitana Nemo, wydany w roku 1989, nakładem wydawnictwa Polskie Nagrania „Muza”.
Realizacja nagrań – Rafał Paczkowski i Jerzy Płotnicki. Muzykę i teksty do wszystkich utworów napisał Bogdan Gajkowski. Projekt graficzny – Alek Januszewski.

## Lista utworów
strona A
1. „To jest kłamstwo”
2. „Idę wciąż do ciebie”
3. „Do ciebie wołam”
4. „Jeszcze tylko chwila”
5. „Nikt nie zna cię jak ja"

strona B
1. „Zawsze kochaj mnie”
2. „Nic się nie zmienia”
3. „List do Sary”
4. „Paryż i ty"

## Muzycy
- Bogdan Gajkowski – śpiew, gitara, instrumenty klawiszowe

gościnnie
- Krzysztof Ścierański – gitara basowa
- Jacek Bojanowski – instrumenty klawiszowe
- Piotr Przybył – gitara
- Adam Kolarz – perkusja
- Krzysztof Michalik – instrumenty klawiszowe
- Jerzy Grabowski – instrumenty klawiszowe
- Jarosław Kędziora – saksofon tenorowy
- Robert Jakubiec – trąbka